# Агенти КДБ теж закохуються
«Агенти КДБ теж закохуються» — радянський комедійний художній фільм 1991 року, знятий на кіностудії «Мосфільм».

## Сюжет
По дорозі в Чилі в салоні літака відбувається знайомство двох чоловіків — музиканта Анатолія (Сергій Газаров) і капітана морфлота Едуарда (Армен Джигарханян). Обидва вони — замасковані агенти КДБ, послані в Чилі зі спецзавданням. У перший же день перебування в Чилі обидва агента залишаються без грошей. Едуард намагається продати кращий засіб від імпотенції — трилітрову банку сперми гірського козла, а Анатолій заводить роман з повією Паолою, яка мріє побудувати музичну академію.

## У ролях
- Сергій Газаров —  Анатолій Пухов (Міша), агент КДБ під прикриттям музиканта
- Лус Кроксатто —  Франческа (Паола), повія, коханка Анатолія-Міши
- Армен Джигарханян —  Едуард, агент КДБ під прикриттям капітана морського флоту
- Крістіан Гарсія Уїдобро — епізод
- Ельвіра Лопес —  Роміна, повія
- Глорія Мунчмейєр —  господиня борделя в Чилі
- Луїс Аларкон —  Дон Педро, багатий дідусь-імпотент зі спреєм
- Каталіна Герра —  Кеті
- Ольга Толстецька —  Олена, комірниця спецбуфета, кохана Анатолія-Міши
- Наталія Крачковська —  Клава, масажистка
- Леонід Куравльов —  Іван Трохимович, генерал КДБ
- Сергій Никоненко —  Пирожков
- Ігор Кашинцев —  Петро Петрович, генерал КДБ
- Люсьєна Овчинникова —  мати Михайла-Толяна
- Михайло Бичков —  Микола Миколайович, офіцер КДБ
- Раміс Ібрагімов —  старий
- Віктор Різдвяний —  заснувший гість

## Знімальна група
- Режисер — Себастьян Аларкон
- Сценаристи — Олександр Адабаш'ян, Себастьян Аларкон, Олександр Бородянський
- Оператор — Вадим Алісов
- Композитор — Орасіо Салінас
- Художник — Себастьян Аларкон